# Galeria MM
Galeria MM – galeria handlowa przy zbiegu ul. Święty Marcin i Alei Marcinkowskiego, otwarta na początku 2013 roku w centrum Poznania. 

## Historia
W 1991 roku miasto postanowiło uporządkować plac po wyburzonym narożniku św. Marcina i Alej Marcinkowskiego. Ogłoszony przetarg na zagospodarowanie terenu wygrali kupcy ze Zrzeszenia Handlu i Usług. Przystąpili do budowy Pasażu MM, który oddano do użytku kilkanaście miesięcy później. Przypominał zadaszony chodnik, po obu stronach zabudowany sklepami; na powierzchni 2 tys. m² znalazło się miejsce dla 50 sklepików, a naturalne obniżenie terenu sprawiło, że od strony Alej Marcinkowskiego pasaż miał dwie kondygnacje. Obiekt, który miał istnieć trzy lata, przetrwał jeszcze kolejnych czternaście, z roku na rok coraz bardziej będąc anachronicznym. Ostatecznie przestał istnieć na początku 2010 roku.
Nazwa galerii pochodzi od nazwy dwóch ulic, na zbiegu których centrum się znajduje: ul. Święty Marcin i Alei Marcinkowskiego.
23 czerwca tego samego roku w świeżo wylane fundamenty wmurowano akt erekcyjny nowej Galerii MM, zaprojektowanej przez znane poznańskie Studio ADS. Początkowo projekt miał zostać ukończony w ostatnim kwartale 2011 roku.
13 lipca 2011 roku na budowie centrum zginął jeden z pracowników wykonujących prace budowlane. 35-letni mężczyzna spadł z czwartej kondygnacji galerii i zginął na miejscu.
Ostatecznie Galeria MM została oficjalnie otwarta 1 marca 2013 roku i kosztowała około 150 milionów złotych
W połowie sierpnia 2013 wykryto drobne braki w elewacji budynku. Pod koniec tego samego miesiąca czujniki przeciwpożarowe wykryły zagrożenie. W związku z tym około godziny 11 miała miejsce ewakuacja centrum. Na miejsce zostały skierowane cztery zastępy straży pożarnej. Okazało się, że w jednym z pomieszczeń wystąpiło zadymienie. Galeria MM znów została otwarta około południa. 

## Konstrukcja

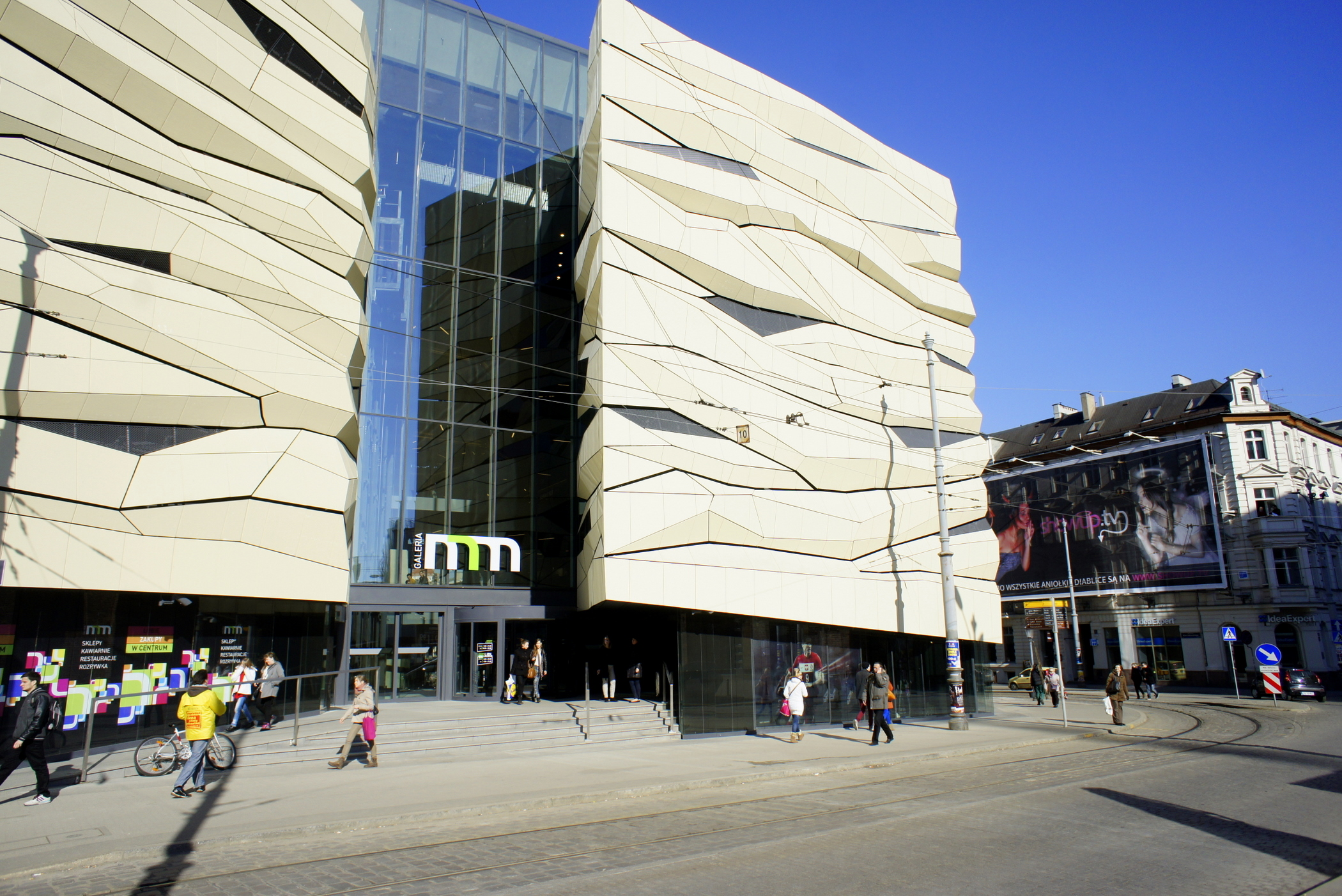
Wejście do Galerii Handlowej MM

Galeria ma 5 kondygnacji nadziemnych oraz 4 podziemne. Powierzchnia całkowita wyniesie 35 tys. m². Dla najemców przewidziano ponad 16 tys. m² (w tym 13,75 tys. m² powierzchni handlowej). W obiekcie znajduje się trzy-poziomowy podziemny parking dla 280 samochodów.
Budynek został zaprojektowany przez Studio ADS. Architekci Piotr Barełkowski i Przemysław Borkowicz (autorzy m.in. Starego Browaru i terminali na lotnisku Ławica) stworzyli budynek w taki sposób, aby przechodnie mogli sobie skracać drogę, wędrując z jednej ulicy na drugą. Główna piesza, wewnętrzna aleja łącząca obydwie ulice ma miejski, nowoczesny charakter. Jednocześnie zewnętrzna architektura obiektu pomimo śmiałych rozwiązań dobrze wpisuje się w przestrzeń dziewiętnastowiecznej zabudowy tego fragmentu miasta.
Szczególną uwagę zwraca fasada budynku. Składają się na nią płyty ułożone pod różnym kątem względem budynku. Stanowią nietypową elewację. Pomiędzy nimi można zobaczyć ścianę wykonaną ze szkła. Cała architektura budynku wzbudza dość dużo kontrowersje. Obiekt zdobył trzecie miejsce w konkursie serwisu bryla.pl na Makabryłę roku 2012.

## Sklepy i biura
W galerii znajduje się około 50 sklepów. W podziemiach mieszczą się m.in.: Lidl, Pepco oraz KiK. Na wyższych kondygnacjach znajdują się m.in.: Drogeria Hebe, Cubus, MK Bowling, Starbucks, Mount Blanc.
Na najwyższej, ostatniej kondygnacji Galerii MM znajdują się powierzchnie biurowe. Na piętro biurowe można się dostać osobnym wejściem od narożnika ul. Święty Marcin i Al. Marcinkowskiego, a dalej panoramicznymi windami.

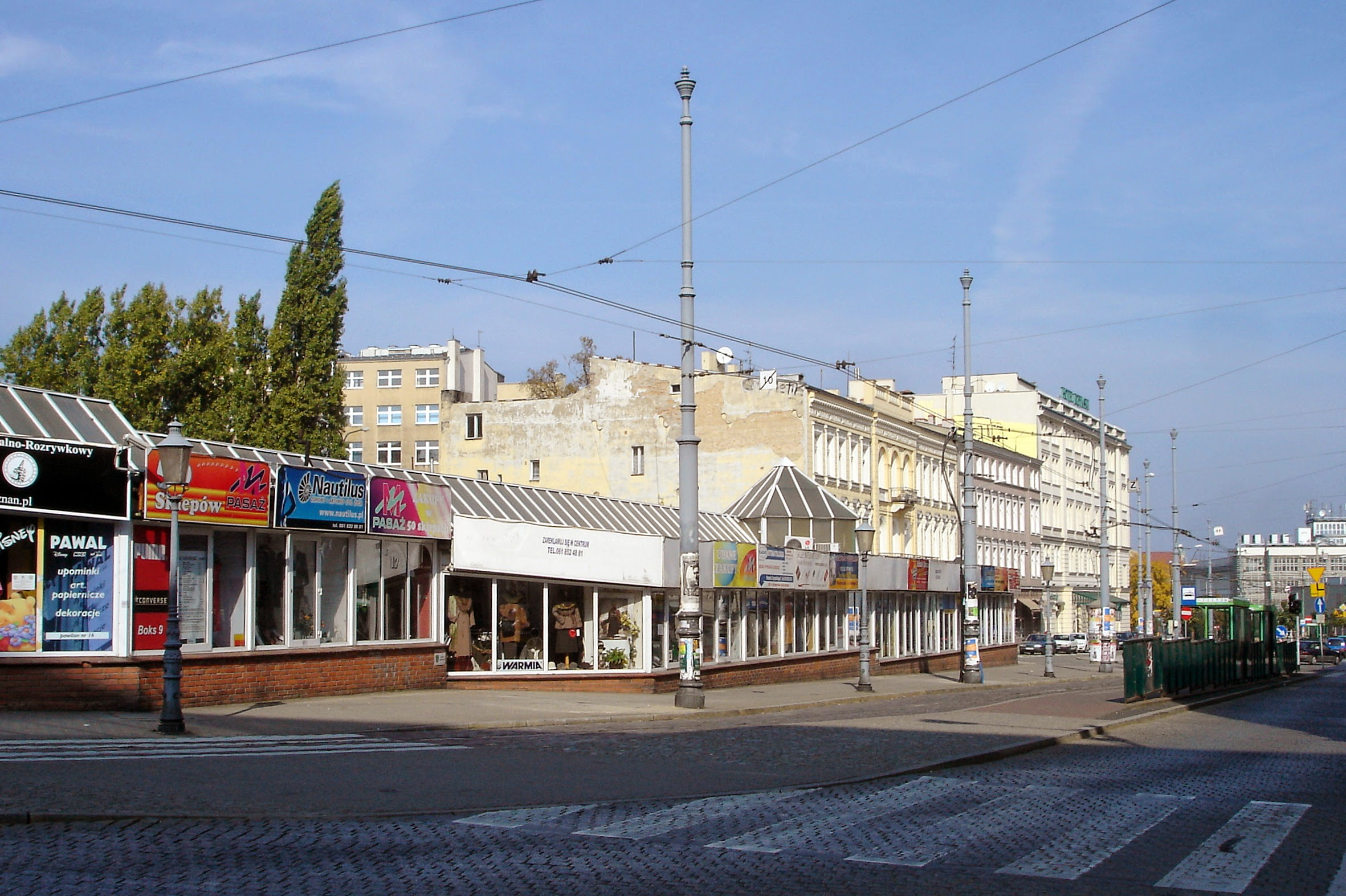
Pasaż MM
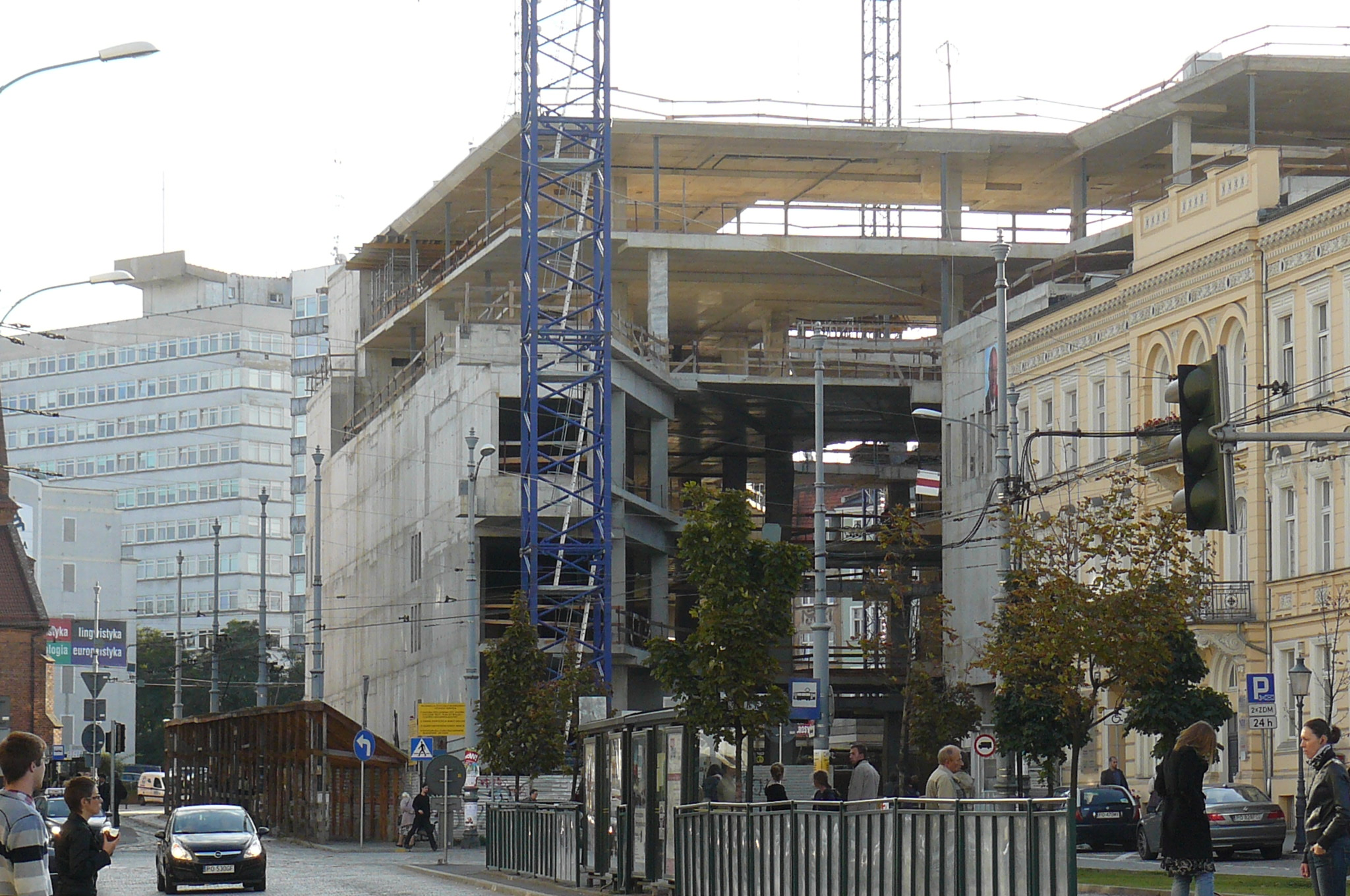
Budowa (wrzesień 2011)
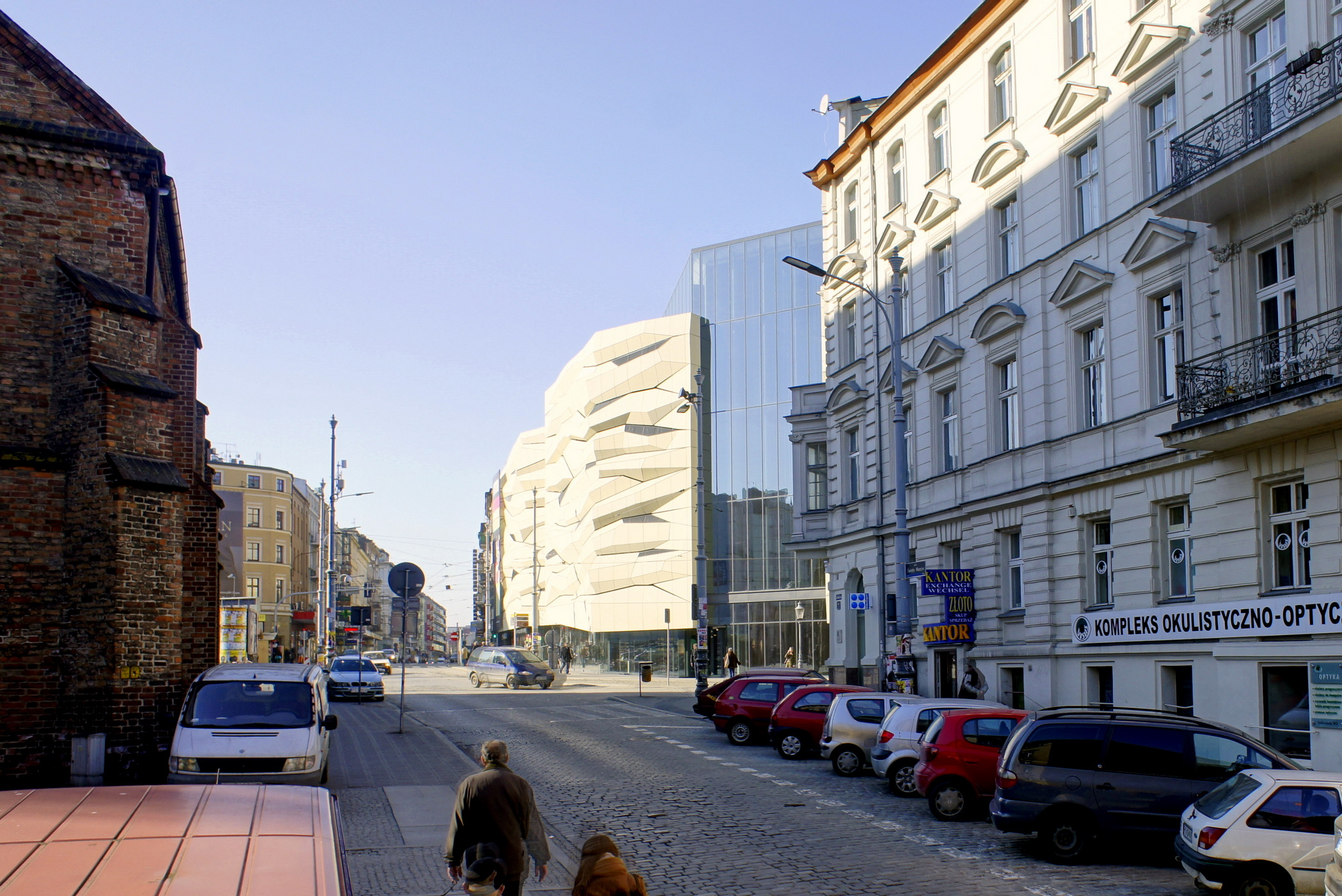
Widok od Świętego Marcina
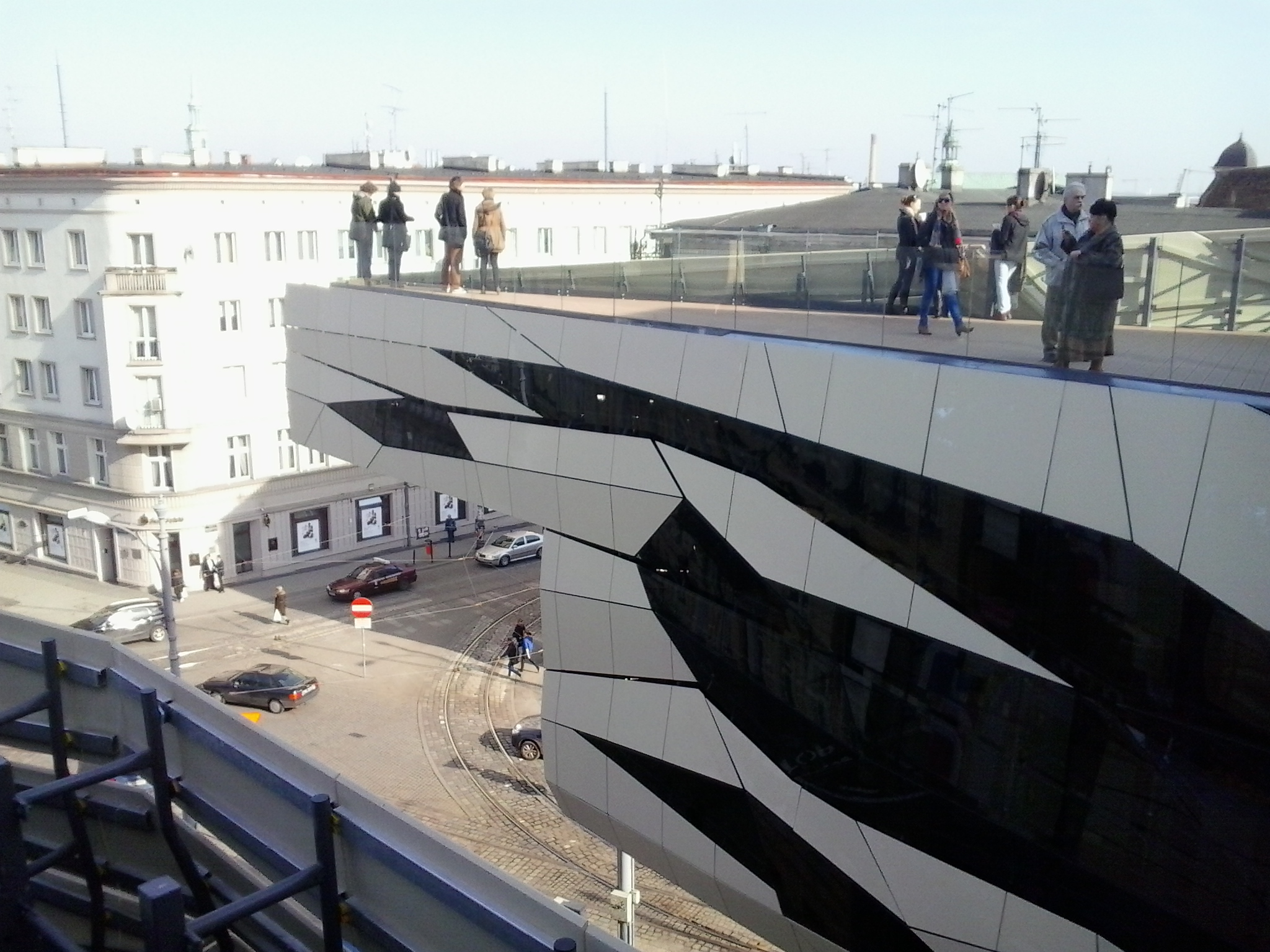
Taras widokowy
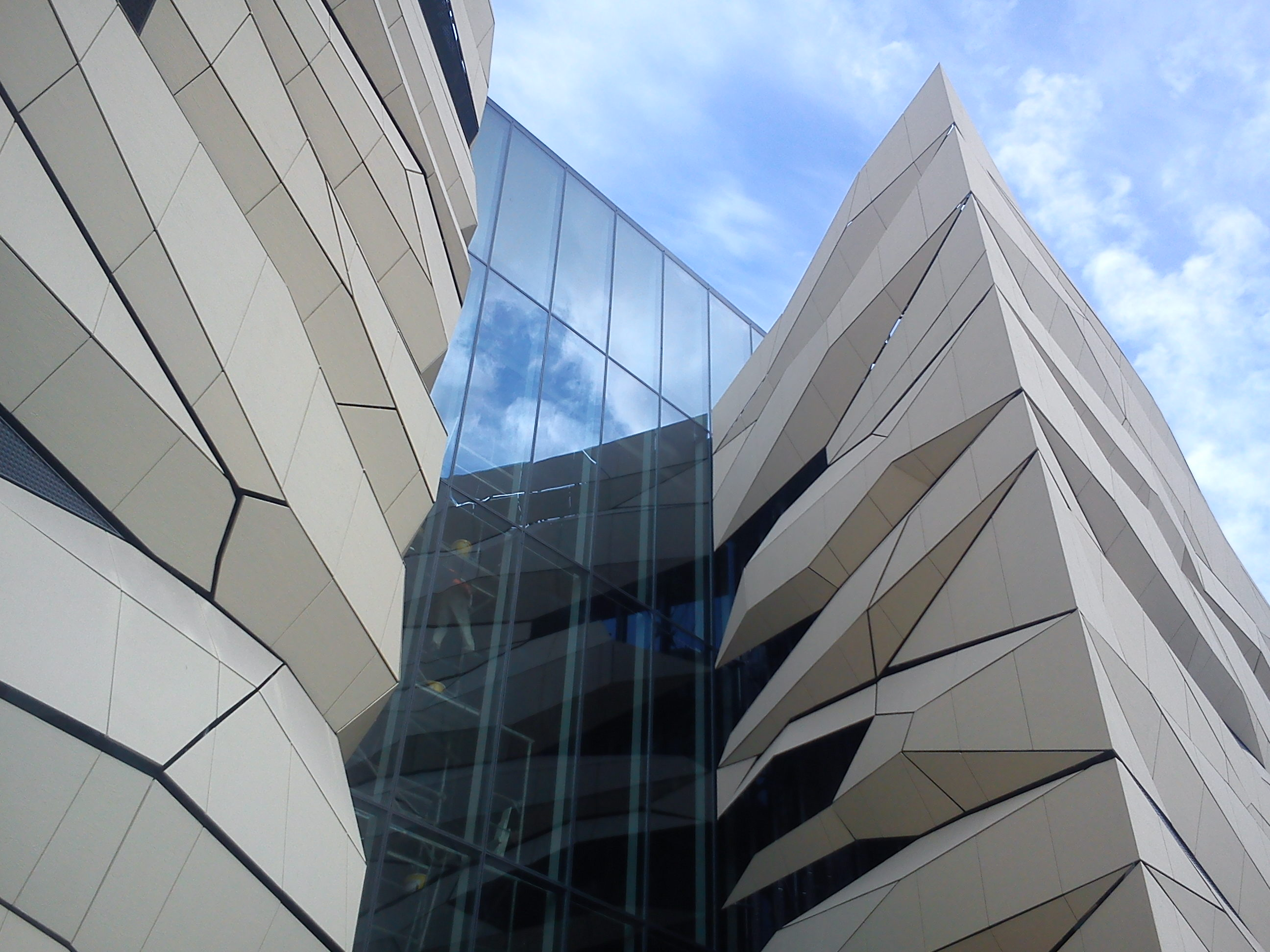
Fragment elewacji
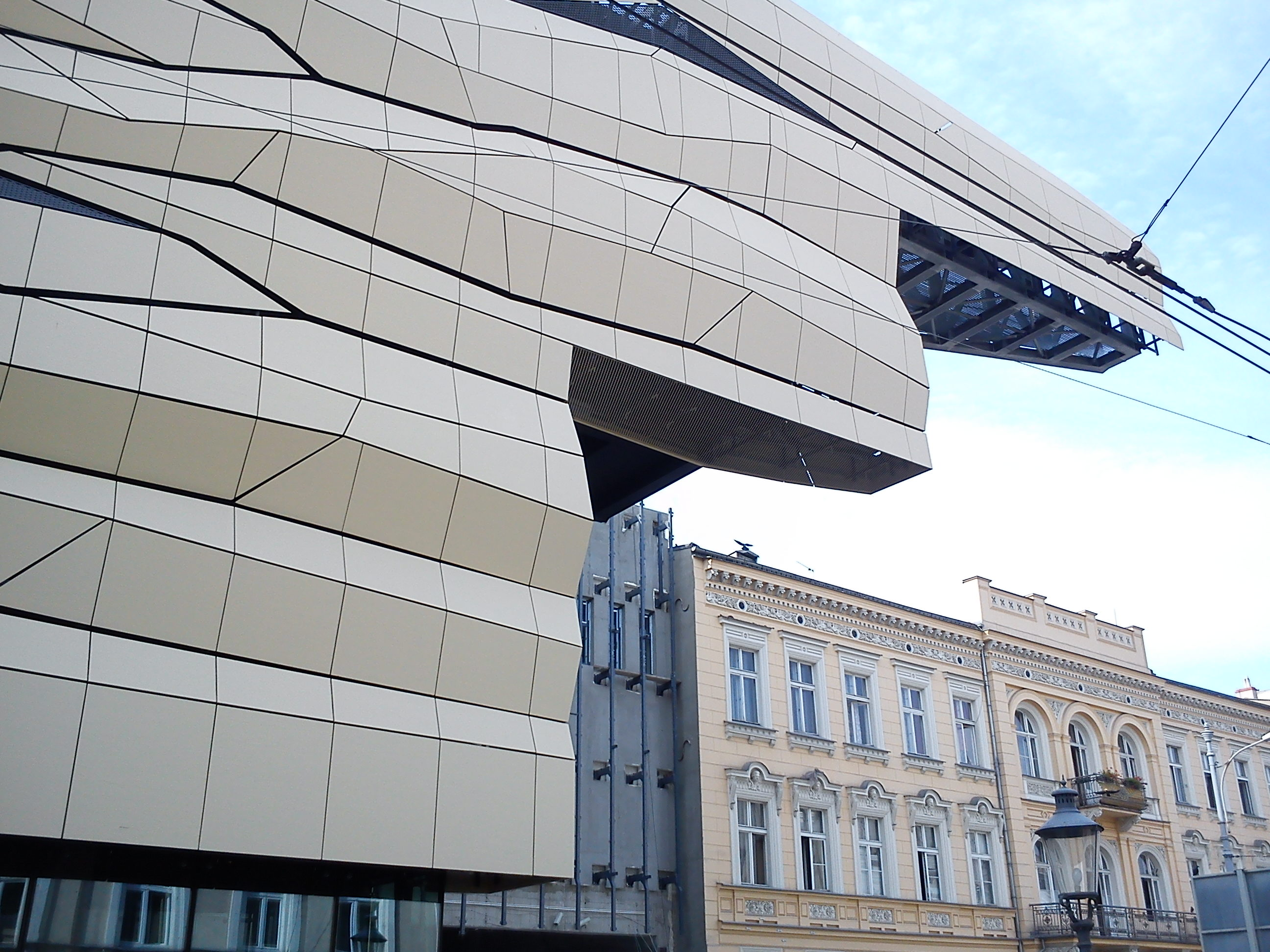
Kontrast z Pałacem Anderschów